# Јован Смиљанић
Јован Смиљанић (Љубиш, 1889— ?) био је чиновник, учесник Балканских ратова и Првог светског рата и носилац два Ордена Карађорђеве звезде са мачевима. 
Рођен је 23. октобра 1889. године у Љубишу, општина Чајетина, у породици земљорадника Аврама и Јоване. Од завршене основне школе па до пунолетства живео је са родитељима и бавио се пољопривредом. На одслужење војног рока отишао је 5. јануара 1910. године у Други дрински артиљеријски пук у Ваљеву и са том јединицом кренуо у Балканске ратове, док се на Солунском фронту борио као наредник Треће батерије дринског пољског артиљеријског пука. Захваљујући јунаштву, добром држању у свим борбама и бројним одликовањима рат је завршио као резервни артиљеријски капетан I класе.
После ослобођења земље бавио се разним пословима. Познато је да је 1934. године радо као економ фабрике шећера Државног одбора Беље и са супругом Митром и кћерком Видосавом живео у својој кући у Сремској Митровици.

## Одликовања и споменице
- Златни Орден Карађорђеве звезде са мачевима
- Сребрни Орден Карађорђеве звезде са мачевима
- Златна Медаља за храброст Милош Обилић
- Сребрна Медаља за храброст Милош Обилић
- Споменица за рат са Турском 1912
- Споменица за рат са Бугарском 1913
- Албанска споменица
- Руски Златни Орден Светог Ђорђа I реда